# Archichlora ioannis
Archichlora ioannis är en fjärilsart som beskrevs av Claude Herbulot 1954. Archichlora ioannis ingår i släktet Archichlora och familjen mätare. Inga underarter finns listade i Catalogue of Life.